# Артаксеркс I
Артаксеркс I (на персийски: اردشير يکم, Artaxšaça – „властващият праведно“) е управител на Бактрия и владетел (Велик цар) на Ахеменидска Персия от 465 до 424 пр.н.е. В гръцките източници е наричан с прозвището Макрохир ( Ἀρταξέρξης (Μακρόχειρ); на латински: Artaxerxes Longimanus, „Дългоръкия“), защото дясната му ръка била по-дълга от лявата.

## Произход. Възкачване на престола
Артаксеркс I е син на Ксеркс I и Аместрида. Възкачва се на престола след заговор на евнуха Аспамитър и началника на дворцовата стража Артабан, които организират убийството на баща му цар Ксеркс I, за което е обвинен престолонаследника Дарий, по-голям брат на Артаксеркс. Дарий е принуден да се самоубие и това довежда Артаксеркс на трона. Заговорниците са екзекутирани няколко месеца по-късно по заповед на нововъзцарения Артаксеркс.
Малко след възкачването на Артаксеркс I той се справя с въстанието на брат си Хистасп, сатрап на Бактрия, и нарежда да избият всичките му братя.

## Управление

### Въстание в Египет
През неговото управление избухва мащабно въстание против персийската власт в Египет, обхванало земите около Делтата на Нил около 460 пр.н.е. Въстанието е предвождано от либиеца Инар и Амиртей от Саис. Въпреки поражението и смъртта на египетския сатрап Ахемен, дядо на Артаксеркс I, Горен Египет и Мемфис остават под властта на персите. Атинските наемници оказват подкрепа на въстаналите египтяни. Персите успяват да умиротворят Египет едва към 455 – 54 пр.н.е., въпреки че в Либия, западно от Нил, въстанието продължава.
Междувременно избухва въстание и на сирийския сатрап Мегабиз през 450 пр.н.е.

### Отношения с гърците
В отношенията с гръцките полиси войната постепенно отстъпва място на дипломатическите средства. Персийското правителство продължава да финансира гръцките противници на Атина и търси сближение със Спарта.
В 469 г. пр.н.е. флотилия от 200 кораба на Делоския съюз, начело с Кимон, предприема освобождаването на Кипър от персите, но този опит не получава подкрепа от местните жители. По-късно той изпраща 60 кораба в подкрепа на египетските въстаници. С част от корабите се отправя към кипърския град Китий, но по време на обсадата му се разболява и умира. При Саламин малък атински флот се среща с голям персийски, но въпреки това постига победа над противника. Сухопътната армия също постига победа, но тези резултати осигуряват само безопасно отстъпление.
След период на патово противоборство Гръко-персийските войни приключват със сключването на т.нар. „Калиев мир“ през 449 пр.н.е., съгласно който персите се задължават да не поддържат военна флота в Егейско море и да изтеглят войските си от крайбрежията на западна Мала Азия. Атиняните от своя страна трябвало да оттеглят подкрепата си на Кипър, йонийските градове и египетските въстаници.

## Други
В Библията (Книга за Естер) Артаксеркс I се свързва с историята за еврейката Естер (Хадаш/Адаса), която той избира за жена, и която измолва спасение за евреите. Друго сведение го свързва с възстановяване стените на Йерусалим [Езра 7:13 – 28].
Макар че през управлението на Артаксеркс I сепаратистките тенденции в империята се засилват, държавната цялост остава сравнително непокътната. Плутарх възхвалява Артаксеркс I като способен монарх и силен воин, но също подвластен на интригите в харема. След управление от 41 години Артаксеркс и жена му Дамаспия умират в един и същи ден. Погребани са с почести за царско погребение близо до Персеполис.